# Circle (Marques Houston)
Circle è un brano musicale R&B di Marques Houston, estratto come terzo singolo dall'album Veteran. Il singolo è stato distribuito il 24 gennaio 2007 dalla Universal Records.

## Tracce
1. Circle Main Mix
2. Circle Instrumental
3. Circle A capella
4. Circle Callout Hook

## Classifiche
| Classifica (2003)                    | Posizione più alta |
| ------------------------------------ | ------------------ |
| U.S. Billboard Hot 100               | 79                 |
| U.S. Billboard Hot R&B/Hip-Hop Songs | 37                 |
| U.S. Billboard Pop 100               | 69                 |
| U.S. Billboard Hot Digital Songs     | 73                 |